# ایشخان ست‌آقایان
ایشخان ست‌آقایان  بازیکن فوتبال بازنشسته ارمنی‌تبار اهل ایران است.

## باشگاهی
از باشگاهایی که در توپ زده‌است می‌توان آرارات تهران را اشاره کرد.